# Husarabe
Husaraben (Erythrocebus patas) er en primat i familien hundeaber, der lever i det vestlige og centrale Afrika. Den bliver 60–88 cm lang og dertil en hale på 43–72 cm. Aben vejer 10–13 kg. Husaraben lever i træløs savanne. Den kan nå en topfart på 55 km/t og er dermed den hurtigste primat. Det er den eneste art i slægten Erythrocebus.